# Iridociclită
Iridociclita (Sinonim - uveită anterioară) reprezintă un proces inflamator în interiorul ochiului, ce afectează irisul și corpul ciliar. 
O iridociclită este o afecțiune relativ frecventă, acută și cronică, atingând adesea ambii ochi și cu tendința de a recidiva. Ca o consecință a lipirii marginilor pupilei de cristalin mai apare un efect grav: se instalează glaucomul secundar, fiindcă nu mai are cum se drena lichidul apos din ochi. Și după traumatisme, care rup vase din ochi, apare iridociclită cu complicații de glaucom secundar. 
O altă complicație este cataracta, care trebuie operată.
Cauzele pot fi multiple și uneori dificil de determinat. O iridociclită survine adesea după o infecție bacteriană, virală sau parazitară. Ea poate fi provocată de orice focar infecțios din vecinătate (o infecție dentară, o sinuzită, o faringo-amigdalită), sau chiar și de infecții la distanță de ochi, cum ar fi cele pulmonare, urinare sau genitale sau de boli ca leptospitoza.
Se manifestă printr-o înroșire a ochiului, dureri oculare constante, surde și moderate și printr-o scădere variabilă, în general limitată, a acuității vizuale, iar bolnavul de iridociclită nu suportă lumina. 
La omul tânăr, iridociclita anunță o boală reumatismală grea, de regulă spondilită anchilozantă. De aceea, cei care au iridociclită resimt și dureri, atât articulare cât și în zona lombară.
Se va proceda la tratarea cauzei atunci când ea a fost găsită, și la tratarea simptomului inflamator cu colire sau cu injecții subconjunctivale antiinflamatorii, cu colire midriatice care dilată pupila pentru a evita sinechiile și, uneori, prin corticoterapie generală. 
Odată cu creșterea incidenței tuberculozei pulmonare s-a semnalat și o creștere a tuberculozei extrapulmonare, respectiv Iridociclita tuberculoasă, care poate evolua sub două forme: foliculară și afoliculară.